# Irena Bernášková
Irena « Inka » Bernášková (7 février 1904 – 26 août 1942) est une journaliste et membre de la Résistance tchécoslovaque, active dans la lutte contre l'Occupation allemande pendant la Seconde Guerre mondiale. Elle est la première femme tchécoslovaque condamnée à mort et exécutée par les nazis.

## Enfance et jeunesse
Bernášková est née à Prague, deuxième des trois filles du peintre Vojtěch Preissig. Au cours de la Première Guerre mondiale, la famille réside à Boston, aux États-Unis. Leur villa à Boston devient un centre important de réunions de politiciens et d'hommes d'État combattant pour l'indépendance tchécoslovaque. Des personnalités telles que Tomáš Garrigue Masaryk, Edvard Beneš et Milan Rastislav Štefánik leur rendent visite. Elle retourne en Tchécoslovaquie avec ses sœurs en 1921. En 1925, à Prague, elle épouse son cousin, František Bernášek. Ses parents n'approuvent pas le mariage et son père coupe tout contact avec elle pendant quatre ans. Le couple s'installe dans une villa dans la région de Prague. Au cours de la mobilisation lors des accords de Munich, Bernášková est bénévole en tant qu'infirmière à la Croix-Rouge et aide les réfugiés depuis les territoires occupés de la frontière tchécoslovaque.

## Résistance et mort
Au cours de l'occupation de la Tchécoslovaquie par les troupes allemandes, elle commence à distribuer des tracts et collabore avec son père à la publication de la revue clandestine V boj (Combat) en 1939,. Elle aide également à organiser des transferts illégaux à travers la frontière avec la Slovaquie. Bien que la Gestapo la recherche, elle réussit à échapper à l'arrestation et continue de publier le magazine. 
Elle est arrêtée le 21 septembre 1940, à Prague, rue Poříčí, avec de faux documents. Au cours de son interrogatoire, elle fait croire qu'elle est la seule coupable et sauve la vie de plusieurs membres de la Résistance. Certains membres de sa famille sont quand même arrêtés : son mari meurt dans le camp de concentration de Buchenwald, son père dans le camp de concentration de Dachau. Bernášková est la première femme tchèque reconnue coupable et condamnée à mort par les nazis. Elle est condamnée le 5 mars 1942, puis guillotinée à la fin du mois d'août 1942 à la prison de Plötzensee, Berlin.

## Après sa mort
En 1946, elle reçoit la Croix de Guerre 39-45. En 1998, elle reçoit à titre posthume la Médaille de l'Héroïsme par le Président Václav Havel.